# (85388) Sakazukiyama
(85388) Sakazukiyama est un astéroïde de la ceinture principale.

## Description
(85388) Sakazukiyama est un astéroïde de la ceinture principale. Il fut découvert le 11 août 1996 à Nanyo par Tomimaru Okuni. Il présente une orbite caractérisée par un demi-grand axe de 2,54 UA, une excentricité de 0,31 et une inclinaison de 3,9° par rapport à l'écliptique.